# ドウェイト・ウィットニー・ラーネッド
ドウェイト・ウィットニー・ラーネッド（Dwight Whitney Learned, 1848年10月12日 - 1943年3月19日）は、アメリカ合衆国出身の教育者、会衆派の外国伝道組織アメリカン・ボードの宣教師。同志社大学第2代学長。

## 経歴
コネチカット州出身。1873年にイェール大学大学院修了後、25歳にしてミズーリ州キダーのセイヤー大学教授に就任する。その2年後に職を退き、日本に渡来する。
1876年4月から新島襄を助けるため草創期の同志社の教育に尽くす。専門の聖書、神学、キリスト教教会史、教理史、新約釈義のほか、数学、物理学、天文学、ギリシャ語、ラテン語など、多岐にわたって講義を担当した。
1886年から1908年にわたって訳刊された『新約聖書注解書』は、聖書全巻にわたる注解としては最も古い。その後の聖書和訳の改訂に伴ってこれらの改訂版も出たほか、『羅馬教会論』、『基督教会歴史』など多くの著書がある。
1878年から1892年にかけて行われた経済学、政治学の講義は当時『七一雑報』に「経済学略記」、『六合雑誌』に「政治学大意」として掲載され、のち『経済新論』、『経済学之原理』として訳刊された。また日本の学校で最初に社会主義を講義したのは、ラーネッドといわれている。学問の最高権威と言われた帝国大学の学生の中には、特にある時期だけ同志社に来てラーネッドの聴講生になった者もいた。留岡幸助によれば、「右手に聖書、左手に経済学」と述べていたとされるほどの真摯な教育者であった。
1919年同志社大学学長に就任。1928年、退任して帰国。
ラーネッドから影響を受けた学生には、近代日本に多大な貢献をした徳富蘇峰、安部磯雄、海老名弾正、小崎弘道、深井英五、浮田和民などがいる。徳富蘇峰は「記者が幼少の際、先生として師事したる人は、殆どいない。真に吾師といふを敢えてするものは、只ラーネッド先生一人のみ」と述べている。
ラーネッドの愛誦の言葉は「LEARN TO LIVE AND LIVE TO LEARN（生きるために学び，学ぶために生きよ）」

## 栄典
- 勲三等瑞宝章 - 1928年9月15日[4]